# 연합합동기동부대 - 내재된 결단 작전
연합합동기동부대 – 내재된 결단 작전(Combined Joint Task Force – Operation Inherent Resolve (CJTF–OIR))은 ISIL에 대응할 목적으로 수립된 내재된 결단 작전의 실행을 위해 2014년 10월 10일에 창설된 미국이 주도하는 다국적 합동기동부대이다. 이 작전의 이름은 미국 국방부에 의해 명명되었다.

## 조직 구조

### 지도부
- 사령관: 중장

### 소속
- 상위부대: 미국 중부사령부/연합전력사령부(CFC)
- 협력기관: 주바그다드 미국 대사관 휘하 이라크 안보협력국 (OSC-I)

### 산하 조직
- CJTF-OIR, 본부
- 연합합동군지상구성사령부 - 내재된 결단 작전(CJFLCC-OIR) - 지휘관: 소장; 2018년 4월 30일, 해산
  - 아르빌 연합합동작전센터(CJOC-Arbil) - 지휘관: 준장
  - 바그다드 연합합동작전센터(CJOC-Baghdad) 지휘관: 준장
- 특수작전기동부대 - 내재된 결단 작전 (SOJTF-OIR) 지휘관: 소장
  - 시리아 연합합동특수작전기동부대 (CJSOTF-S) - 지휘관: 대령
  - 이라크 연합합동특수작전기동부대 (CJSOTF-I) - 지휘관: 대령

2018년 4월 30일, 연합합동군지상구성사령부 - 내재된 결단 작전(CJFLCC), 본부는 부대기를 깃발함에 담는 행사를 끝으로 활동을 멈추었다.

#### CSOJTF-레반트

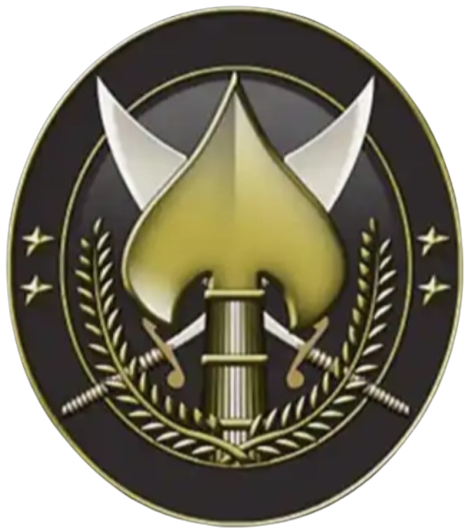
CSOJTF-레반트(옛 SOTF-OIR)의 앰블럼

2016년 12월 21일, 스타스 앤 스트라이프스가 제1특전사령부가 특수작전태스크포스 - 내재된 결단 작전(SOJTF-OIR)의 역할을 수행한다고 보도하였다.
2022년 7월 1일, SOJTF-OIR은 CSOJTF-레반트로 재편성되었다.

### 참전국

CJTF-OIR에 참여한 국가들이 진한 파랑색으로 표시되어 있다.

CJTF–OIR의 일부로, 이라크에서 공습을 수행하는 국가들에는 오스트레일리아, 벨기에, 캐나다, 덴마크, 프랑스, 요르단, 네덜란드, 영국, 미국이 있다. 시리아에서 공습을 수행하는 국가들에는 바레인, 캐나다, 사우디아라비아, 요르단, 영국, 미국이 있다. 또한 이라크에서 12개의 국가 건설 협력 지위 (BRC)에 참여한다. 이라크 보안군을 훈련하는 이 프로그램에 참여하겠다고 선언한 국가에는 오스트레일리아, 벨기에, 독일, 덴마크, 프랑스, 이탈리아, 뉴질랜드, 노르웨이, 에스파냐, 영국, 미국이 있다. 2015년 8월, 가디언은 독립적인 기자단이 100명의 아이들을 포함한 450명 이상의 시민들이 죽은 52개의 공습에 대한 세부 사항들에 대해 출판했다고 보고했다. 미국 주도 연합군은 오직 2명의 비전투원의 사망만 인지하고 있었다.

## 휘장
검과 올리브 나무 가지는 ISIL의 패배와 그 지역의 안정성의 회복이라는 연합군의 두 가지 목표를 암시한다. 7개의 올리브 잎은 이라크의 수니파, 시아파, 쿠르드인, 이라크 투르크멘, 아시리아인, 야지디, 아르메니아인, 즉 이라크에 거주하는 7개의 민족을 대표한다. 사용된 색깔은 군대 자산의 반영이다. 갈색과 녹색은 육군을, 파랑은 공군과 해군을 의미한다.  3개의 별은 사령부를 암시하는 반면, 금색은 국가 방어에서 사령부에 의해 수행된 작전의 우수성의 질을 대표한다.

## 같이 보기
- 이라크 다국적군 (MNF–I)
- 국제안보지원군 (ISAF)
- 러시아-시리아-이란-이라크 동맹 (RSII): 같은 목적으로 창설된 러시아-이란 주도의 군사 동맹